# 姨母帖
姨母帖，原为的王羲之的书法作品，现存为唐代摹本，为纸本，纵26.3厘米，横53.8厘米，藏于辽宁省博物馆。
姨母帖为王羲之早期的书作，字体圆浑凝重。帖中书写:“十一月十三日羲之顿首顿首，顷遘姨母哀，衣痛摧剥，情不自胜，奈何奈何。因反，惨塞，不次，王羲之顿首顿首。”帖中文字虽属行楷书体，但书法中还留有隶书遗意。相传为武则天万岁通天年间所摹王氏一门帖中第一帖。万岁通天二年（697年）王羲之家族后裔王方庆进王氏一门书翰十通，武则天命以真迹为蓝本，用钩填法摹之以留内府，通称《万岁通天帖》。卷前后钤唐宋间诸旧藏印。